# Ernst Schneider (politik)
Ernst Schneider (2. srpna 1817 Asparn an der Zaya – 14. února 1874 Vídeň) byl rakouský politik německé národnosti, v 2. polovině 19. století poslanec Říšské rady.

## Biografie
Byl synem vysokého úředníka. Ernst absolvoval právní a politická studia. Od roku 1842 pracoval ma magistrátu v Kremži. V letech 1854–1868 byl okresním hejtmanem (okresní představený) v Neulengbachu. Od roku 1868 působil jako místodržitelský rada a referent.
Zasedal jako poslanec Dolnorakouského zemského sněmu, kam nastoupil roku 1861 a členem sněmu zůstal do roku 1871. Zastupoval kurii venkovských obcí, obvod Sankt Pölten. V zemských volbách roku 1871 nekandidoval (mělo jít o výraz nesouhlasu s politikou vlády Karla von Hohenwarta), ale do sněmu se vrátil po smrti poslance Frölicha roku 1873 a setrval zde do své smrti roku 1874. V letech 1866–1871 a krátce znovu v roce 1874 byl i členem zemského výboru.
Byl také poslancem Říšské rady (celostátního parlamentu Předlitavska), kam ho zemský sněm vyslal v roce 1864 (Říšská rada byla tehdy ještě volena nepřímo, coby sbor delegátů zemských sněmů). 12. listopadu 1864 složil slib. Politicky patřil mezi německé liberály (tzv. Ústavní strana, liberálně a centralisticky orientovaná).
Zemřel v únoru 1874.